# はるるみなもに!
『はるるみなもに!』は、クロシェットより2017年3月24日に発売された18禁恋愛アドベンチャーゲーム。

## 概要
『かみぱに!』『あまつみそらに!』に続く、神道的な神様観をベースにした恋愛アドベンチャーゲーム。攻略可能なヒロインに、人の姿をした目に見える神様、いわゆる「現人神（あらひとがみ）」が含まれる。

## ストーリー
再開発による近代化と伝統の混在する地方都市である玉津江町では海側と山側の双方の地域にそれぞれ海の神と山の神を祀った神社があり、山側には住人が誇りとする “現人神の少女” が存在するが、海側は現在祭神が不在だったので新たに神様を迎えることになったものの、鎮守の役割を果たせない神様が来た。これを契機に様々な神が集う。

## 登場人物

### 主人公
山神 立貴
現山の神の兄で宮司の息子。玉津江海神学園の2年生。

### ヒロイン
春ヶ崎 叶 （はるがさき かなう）
声：歩サラ
身長：156cm B99/ W57/ H90
新しい海神として街にやってきた、素直で頑張り屋な女の子。後に立貴のクラスメートとして転校してくる。元々は普通の人間で、病弱であまり学校にも通えなかったため、海神学園に通えるようになったことを喜んでいた。両親を事故で亡くしている。神になる以前からの不幸体質で、玉津江に来て早々に迷子になった挙げ句、川に転落して溺れかかったり、海神学園への転入時の自己紹介中に黒板が落下したり、教卓に小指をぶつけたり、さらによろめいて校舎の窓から転落する、バスから降りる時に財布の中味をぶちまけたりと毎度のように災難に見舞われている。
神名は瑞宝叶比売命（ミズタカラカナウヒメノミコト）。
山神 水緒里 （やまがみ みおり）
声：遥そら
身長：141cm B71/ W52/ H74
立貴の妹であり、神楽谷神社の二代目祭神。
神名は稚向津水緒里神（ワカムカツミオリノカミ）。口癖は「うん、知ってる（知ってた）」。先代の山神の言霊が原因で山から降りられず、映画のDVD鑑賞やゲームなどのインドアな趣味か、山の中の川で泳ぐぐらいしか出来なかったが、後にとある方法で山から降りられるようになった。
松房 英麻 （まつふさ えま）
声：花澤さくら
身長：156cm B94/ W56/ H92
山神姉妹の幼馴染で、玉津江海神学園の2年生。
街の和菓子処の娘で、実家に併設された茶房では、愛嬌者のウエイトレスとして人気。
幡上 芽以 （はたがみ めい）
声：沢澤砂羽
身長：148cm B88/ W55/ H82
自然発生的に生まれた、生真面目な雷神。赴任した叶が苦戦していると聞きつけ、玉津江にやってきた。発言のたびに雷を落とす。
神名は珍魂奇魂甕津雷媛神（ウズノミタマクシミタマミカツイカヅチヒメノカミ）。
伊吹 明日海 （いぶき あすみ）
声：波奈束風景
身長：161cm B84/ W58/ H86
長身でクールな物腰の玉津江海神学園の2年生。再開発から外れた漁師町である砂取に母親と二人で暮らしている。
とある事故が原因で海神全般を忌み嫌っている。また、事故前に所属していた水泳部も辞めてしまっている。かつては1500mの遠泳を得意としていた。

## スタッフ
- 原画・キャラクターデザイン - しんたろー
- シナリオ - 保住圭、姫ノ木あく、和泉万夜、深山ユーキ

## 主題歌
オープニングテーマ「Be With You」
作詞・歌 - AiRI / 作曲 - Yo-Hey、宮崎京一 / 編曲 - 宮崎京一